# Plešivica (Selnica)
Plešivica is een plaats in de gemeente Selnica in de Kroatische provincie Međimurje. De plaats telt 118 inwoners (2001).